# ماسی (شهرستان نوکند)
ماسی (به لاتین: Massy) یک روستا در قرقیزستان است که در شهرستان نوکند واقع شده‌است. ماسی ۱۳٬۸۸۰ نفر جمعیت دارد.